# Гадес, Антонио
Анто́нио Эсте́ве Ро́денас, более известный как Анто́нио Га́дес (исп. Antonio Esteve Ródenas, Antonio Gades, 14 ноября 1936, Эльда — 20 июля 2004[…], Мадрид) — испанский актёр и хореограф, мастер танца фламенко.

## Биография
Антонио Гадес родился 14 ноября 1936 года в г. Эльда в испанской провинции Аликанте. Его отец, Эстеве Роденас, воевал в рядах республиканцев против Франко.
Начинал в труппе танцоров фламенко Пилар Лопес. В 15 лет уже стал солистом; взял себе в качестве псевдонима фамилию Гадес. В 1961 году создал собственную труппу, в которой делал сценические постановки по мотивам произведений испанских авторов, в частности, Гарсиа Лорки.
В 1978 году был назначен директором Национального балета Испании, в который привлёк новых артистов и хореографов. Не сработавшись с руководством министерства культуры, три года спустя ушёл в отставку.
Был четырежды женат. Имел трёх дочерей от брака с певицей и актрисой Пепой Флорес (Марисолью) и двоих детей от танцовщицы Пилар Сан Сегундо.
Поддерживал самоопределение Каталонии, был членом ЦК ортодоксальной Коммунистической партии народов Испании.
Скончался от рака 20 июля 2004 года в Мадриде.

## Фильмография
- 1967 — «Последняя встреча» (режиссёр Антонио Эсейса)[5]
- 1981 — «Кровавая свадьба» (режиссёр Карлос Саура, Приз за лучший фильм от CEC)
- 1983 — «Кармен» (режиссёр Карлос Саура, номинация на Оскар за лучший иностранный фильм, премия BAFTA, Приз жюри Каннского кинофестиваля и другие награды)
- 1986 — «Колдовская любовь» (режиссёр Карлос Саура)